# Ljubomir Travica
Ljubomir Travica (ur. 1 października 1954 w Erveniku) – jugosłowiański siatkarz, a obecnie chorwacki trener siatkarski. Jego syn Dragan jest włoskim siatkarzem, grającym na pozycji rozgrywającego.
W latach 1983–1990 był czołowym siatkarzem ligi włoskiej. Występował w takich drużynach jak: Panini Modena, Di.Po. Vimercate, Ciesse Padwa i Gividì Milano. Zdobywca brązowego medalu Mistrzostw Europy 1979 we Francji z drużyną Jugosławii.
W latach 2003–2006 był szkoleniowcem reprezentacji Serbii i Czarnogóry. Wraz z tą drużyną zdobył brązowy medal Mistrzostw Europy 2005, czwarte miejsce w Mistrzostw Europy 2003, drugie miejsce w Lidze Światowej 2003 i 2005, brązowy medal Ligi Światowej 2004 czy występował na Igrzyskach Olimpijskich w Atenach.
W 2008 roku podpisał kontrakt z polskim klubem Asseco Resovia Rzeszów. Rolę szkoleniowca pełnił przez 3 lata. W pierwszym roku pracy zdobył srebrny medal Mistrzostw Polski. W sezonie 2009/2010 oraz 2010/2011 doprowadził drużynę Asseco Resovii Rzeszów do brązowego medalu Mistrzostw Polski.

## Jako siatkarz

### Sukcesy klubowe
Puchar Jugosławii:
- 1983

Mistrzostwo Jugosławii:
- 1983

Puchar CEV:
- 1984
- 1988, 1989

### Sukcesy reprezentacyjne
Mistrzostwa Europy:
- 1979

## Jako trener

### Sukcesy klubowe
Liga włoska:
- 2002, 2005

Liga grecka:
- 2003
- 2004

Liga polska:
- 2009
- 2010, 2011

Puchar Emira:
- 2013

Liga katarska:
- 2013

Klubowe Mistrzostwa Azji:
- 2013

### Sukcesy reprezentacyjne
Puchar Świata:
- 2003

Liga Światowa:
- 2005
- 2004

Mistrzostwa Europy:
- 2005